# شوهر، همسر و اون (فیلم ۲۰۱۹)
شوهر، همسر و اون (به هندی: Pati Patni Aur Woh) فیلمی محصول سال ۲۰۱۹ و به کارگردانی موداسار عزیز است. در این فیلم بازیگرانی همچون کارتیک آریان، بومی پدنکار، آنانیا پاندی، آپارشاکتی کورانا، کریتی سانون و جیمی شرگیل ایفای نقش کرده‌اند.